# The Purge (série télévisée)
Pour les articles homonymes, voir The Purge et La Purge.
The Purge est une série télévisée américaine en vingt épisodes d'environ 42 minutes créée par James DeMonaco et diffusée entre le 4 septembre 2018 et le 17 décembre 2019 sur USA Network.
Elle fait partie de la franchise cinématographique The Purge (American Nightmare en France ou La Purge au Québec). Chronologiquement, elle se déroule après les événements du deuxième film et avant ceux du troisième film.
En France, en Belgique, au Canada et en Suisse, la série est diffusée sur Amazon Prime Video depuis le 5 septembre 2018 en version originale et depuis le 23 novembre 2018 en version française. Au Québec, elle est diffusée depuis le 26 mai 2022 sur la chaîne AddikTV.

## Synopsis

### Saison 1
Dans un avenir proche, les États-Unis sont gouvernés par les Nouveaux Pères Fondateurs. Pour maintenir un faible taux de chômage et de criminalité tout au long de l'année, le gouvernement a mis en place la « Purge » : une fois par an, toute activité criminelle est permise pendant une période de douze heures. Chacun peut donc évacuer ses émotions négatives en réglant ses comptes, ou plus simplement en s'adonnant à la violence gratuite. La série suit plusieurs individus lors de cette soirée meurtrière (le 22 mars 2027 selon l'épisode 7 dans les environs de New York City ou à la Nouvelle-Orléans).
Miguel est un marine dont les parents sont morts durant la première Purge. Il fait son retour en ville pour retrouver sa petite sœur, Penelope. Mais cette dernière a rejoint une secte adepte de la Purge. Il va donc tout mettre en œuvre pour l'en sortir.
Jenna et Rick forment un couple d'activistes anti-Purge sur le point de rejoindre la haute société pour leurs permettre de financer un refuge mais pour cela, ils vont devoir tisser des liens avec l'élite pro-Purge, même si cela va à l'encontre de leurs valeurs. Mais le jeune couple semble également avoir un lien avec Lila, la fille de l'homme qui les reçoit et qui est également une activiste.
Jane est une professionnelle de la finance obligée de travailler le soir de la Purge. Mais quand son entreprise lui donne l'impression de vouloir l'empêcher d'évoluer, elle est obligée d'engager un assassin pour se défendre. La série suit également Joe, un homme masqué qui décide de sortir pour purger.

## Distribution

### Saison 1

#### Acteurs principaux
- Gabriel Chavarria (VFB : Alexandre Crépet)[réf. nécessaire] : Miguel Guerrero
- Hannah Emily Anderson (VFB : Marcha Van Boven) : Jenna Betancourt
- Jessica Garza (VFB : Sophie Pyronnet) : Penelope Guerrero
- Lili Simmons (VFB : Élisabeth Guinand) : Lila Stanton
- Amanda Warren (VFB : Fanny Roy) : Jane Barbour
- Colin Woodell (VFB : Bruno Mullenaerts) : Rick Betancourt
- Lee Tergesen (VFB : Alain Eloy) : Joey « Joe » Owens

#### Acteurs récurrents
- William Baldwin (VFB : Benoît Grimmiaux) : David Ryker
- Fiona Dourif (VFB : Marielle Ostrowski) : Tavis
- Reed Diamond (VFB : Philippe Résimont) : Albert Stanton
- Andrea Frankle (VFB : Colette Sodoyez) : Ellie Stanton
- Paulina Gálvez (VFB : Célia Torrens) : Catalina
- Jessica Miesel : Alison
- Dominic Fumusa : Pete
- Christopher Berry (en) : Rex
- Adam Stephenson : Mark Cantoff
- Garrett Kruithof : Charlie
- Allison King : Eileen

### Saison 2

#### Acteurs principaux
- Derek Luke (VFB : Jonathan Simon) : Marcus Moore[3]
- Max Martini (VFB : Nicolas Matthys) : Ryan Grant[3]
- Paola Núñez (VFB : Audrey d'Hulstère) : Esme Carmona[3]
- Joel Allen (VFB : Grégory Praet) : Ben Gardner[3]

#### Acteurs récurrents
- Rochelle Aytes (VFB : Mélissa Windal) : Michelle Moore[4]
- Denzel Whitaker (VFB : Maxime Van Santfoort) : Darren Moore
- Connor Trinneer (VFB : Franck Dacquin) : Curtis
- Charlotte Schweiger (VFB : Ludivine Deworst) : Vivian Ross
- Jonathan Medina (VFB : Sébastien Hébrant) : Tommy Ortiz
- Chelle Ramos (VFB : Claire Tefnin) : Sara Williams
- Jaren Mitchell (VFB : Pierre Lognay) : Doug Vargas
- Christine Dunford (en) : Andrea Ziv
- Danika Yarosh (VFB : Marie Braam) : Kelen Stewart[4]
- Matt Shively (VFB : Thibaut Delmotte) : Turner
- Lawrence Kao (en) (VFB : Alexis Flamant) : Andy Tran
- Jay Ali (en) : Sam Tucker
- Max Calder (VFB : Olivier Prémel) : Purgeur au masque de Dieu (non crédité)
- Rachel G. Whittle : April Tucker
- Dave Maldonado (VFB : Thierry Janssen) : Clint
- Jay Santiago (VFB : Benoît Van Dorslaer) : Hector Carmona
- Marianly Tejada (VFB : Helena Coppejans) : Sofia Carmona
- Devyn Tyler (VFB : Delphine Moriau) : Tonya
- Avis Marie-Barnes (VFB : Bernadette Mouzon) : Drew Adams
- Geraldine Singer (VFB : Jacqueline Ghaye) : Alice Grant
- Tyner Rushing (VFB : Alice Moons) : Skye
- Mary K. DeVault (VFB : Élisabeth Guinand) : Mme Lorelei

#### Invités
- Cindy Robinson (en) (VFB : Nathalie Hugo) : Megan Lewis/Voix officielle de l'annonce de la Purge
- Ethan Hawke : James Sandin[5]

## Production

### Développement
En avril 2017, James DeMonaco, créateur de la série de films The Purge annonce le développement d'une série télévisée qui se déroulerait dans la continuité des films et qui permettrait de prendre plus de temps pour aborder certaines facettes de l'univers de la franchise, notamment les soirées des Nouveaux Pères Fondateurs ou encore les sectes.
En mai 2017, la chaîne câblée américaine USA Network annonce la commande d'une saison de dix épisodes sans passer par un épisode pilote. La chaîne dévoile également que la série sera diffusée en simultanée sur Syfy.
En juin 2018, la chaîne annonce le lancement de la série pour le 4 septembre 2018 et dévoile que Syfy ne diffusera finalement que le premier et dernier épisode de la saison.
En novembre 2018, quelques heures avant la diffusion du final de la première saison, USA Network annonce le renouvellement de la série pour une seconde saison.
Le 13 mai 2020, la série est annulée.

### Distribution des rôles
En février 2018, l'acteur Gabriel Chavarria rejoint la distribution pour le rôle de Miguel, un ancien marine. Jessica Garza rejoint également la série pour le rôle de sa petite sœur, Penelope. Le mois suivant, Amanda Warren et Colin Woodell signent également pour rejoindre la distribution principale.
En avril 2018, la distribution principale est complétée par Lili Simmons, Lee Tergesen et Hannah Emily Anderson. Le même mois, William Baldwin signe pour un rôle récurrent.
En mai 2018, Fiona Dourif rejoint la distribution récurrente pour le rôle de Tavis. Au cours de l'été, elle est rejoint par Dominic Fumusa et Jessica Miesel. Sabrina Gennarino est également annoncée dans le rôle de Madelyn mais apparait finalement uniquement en tant qu'invitée.

### Tournage
Le tournage de la série a débuté en mai 2018.

## Épisodes

### Première saison (2018)
Composée de dix épisodes, elle est diffusée depuis le 4 septembre 2018.
1. C'est quoi, l'Amérique ? (What Is America?)
2. Prends ce qui t'appartient (Take What's Yours)
3. La Purge, ça urge !  (The Urge to Purge)
4. Lâchez la bête ! (Release the Beast)
5. Le Vent de la Révolte (Rise Up)
6. Les Oubliés (The Forgotten)
7. Beau, sombre et profond (Lovely, Dark and Deep)
8. L'Heure du présent (The Giving Time Is Here)
9. Je participerai ! (I Will Participate)
10. Une Nation ressuscitée (A Nation Reborn)

### Deuxième saison (2019)
Composée de dix épisodes, elle est diffusée depuis le 15 octobre 2019.
1. Ceci n'est pas un exercice (This Is Not a Test)
2. Tout va bien (Everything Is Fine)
3. Monsieur Mystère (Blindspots)
4. Coffret de désolation (Grief Box)
5. Le Palais des glaces (House of Mirrors)
6. Joyeuses fêtes (de fin d'année) (Happy Holidays)
7. Je reste ou je pars (Should I Stay or Should I Go)
8. Avant les sirènes (Before the Sirens)
9. Je vous salue Marie (Hail Mary)
10. 07:01 (du matin) (7:01am)

## Accueil

### Critiques
La série a divisé la critique américaine. Sur le site agrégateur de critiques Rotten Tomatoes, elle recueille 41 % de critiques positives, avec une note moyenne de 4,9/10 sur la base de 27 critiques collectées. Le consensus critique établi par le site que la série n'est pas fun et qu'elle prouve que toutes les histoires ne fonctionnent pas sur le petit écran.
Sur Metacritic, la saison obtient une note de 46/100 basée sur 12 critiques collectées.

### Audiences
| Saisons | Diffusion   | Nombre d'épisodes | Lancement        | Lancement       | Final           | Final           | Téléspectateurs (en moyenne) |
| Saisons | Diffusion   | Nombre d'épisodes | Date             | Téléspectateurs | Date            | Téléspectateurs | Téléspectateurs (en moyenne) |
| ------- | ----------- | ----------------- | ---------------- | --------------- | --------------- | --------------- | ---------------------------- |
| 1       | Mardi, 22 h | 10                | 4 septembre 2018 | 1,38 million    | 6 novembre 2018 | 986 000         | 1,07 million                 |

## DVD
- L'intégrale de la saison 1 sort le 2 octobre 2019, édité par Universal Pictures France (ASIN B07TJKBHCH)
- L'intégrale de la saison 2 sort le 21 octobre 2020, édité par Universal Pictures France (ASIN B08CMF5KWK)
- L'intégrale de la série sort le 21 octobre 2020, édité par Universal Pictures France (ASIN B08CMGJBMX)